# Campeonato Uruguaio de Futebol de 2013–14
O Campeonato Uruguaio de Futebol 2013-14, chamado de Torneio Copa Coca-Cola 2013/14 por motivos de publicidade, foi o torneio de número 110 da primeira divisão uruguaia organizado pela AUF.
O Danubio sagrou-se campeão ao vencer o Montevideo Wanderers na primeira final entre os caçulas da primeira divisão. Com a vitória sobre o Montevideo Wanderers,o Danubio conquistou o 4o título nacional.
O Nacional ficou com o terceiro lugar da competição.

## Promovidos e Rebaixados
Promovidos
- Sud América (Campeão da segunda divisão 2012-13)
- Rentistas (Vice-campeão da segunda divisão 2012-13)
- Miramar (Vencedor dos Playoffs da segunda divisão 2012-13)

Rebaixados
- Bella Vista (14° Colocado da primeira divisão 2012-13)
- Progreso (15° Colocado da primeira divisão 2012-13)
- Central Español (16° Colocado da primeira divisão 2012-13)

## Participantes
- Nacional
- Cerro
- Cerro Largo
- Danubio
- Defensor Sporting
- El Tanque Sisley
- Fénix
- Club Atlético Juventud de Las Piedras
- Liverpool
- Miramar
- Peñarol
- Racing
- River Plate
- Rentistas
- Sud América
- Montevideo Wanderers